# None Shall Pass
None Shall Pass er det femte studiealbum af den amerikanske rapper og producer Aesop Rock. Albummet blev udgivet gennem pladeselskabet Definitive Jux den 28. august 2007.

## Spor
| Labor Days | Labor Days                                     | Labor Days                            | Labor Days             | Labor Days | Labor Days | Labor Days | Labor Days | Labor Days | Labor Days |
| #          | Titel                                          | Sangskriver(e)                        | Producer               | Længde     |            |            |            |            |            |
| ---------- | ---------------------------------------------- | ------------------------------------- | ---------------------- | ---------- | ---------- | ---------- | ---------- | ---------- | ---------- |
| 1.         | "Keep Off the Lawn"                            | Ian Bavitz                            | Aesop Rock             | 3:45       |            |            |            |            |            |
| 2.         | "None Shall Pass"                              | Bavitz                                | Blockhead              | 4:03       |            |            |            |            |            |
| 3.         | "Catacomb Kids"                                | Bavitz                                | Aesop Rock             | 4:07       |            |            |            |            |            |
| 4.         | "Bring Back Pluto"                             | Bavitz                                | Blockhead • Aesop Rock | 4:29       |            |            |            |            |            |
| 5.         | "Fumes"                                        | Bavitz                                | Blockhead              | 5:00       |            |            |            |            |            |
| 6.         | "Getaway Car" (featuring Cage & Breeze Brewin) | Bavitz • Christian Palko • Paul Smith | Blockhead • Aesop Rock | 3:15       |            |            |            |            |            |
| 7.         | "39 Thieves"                                   | Bavitz                                | Aesop Rock             | 4:15       |            |            |            |            |            |
| 8.         | "The Harbor Is Yours"                          | Bavitz                                | Blockhead • Aesop Rock | 3:58       |            |            |            |            |            |
| 9.         | "Citronella"                                   | Bavitz                                | Aesop Rock             | 4:53       |            |            |            |            |            |
| 10.        | "Gun for the Whole Family" (featuring El-P)    | Bavitz • Jaime Meline                 | El-P                   | 3:53       |            |            |            |            |            |
| 11.        | "Five Fingers"                                 | Bavitz                                | Aesop Rock • Blockhead | 4:06       |            |            |            |            |            |
| 12.        | "No City"                                      | Bavitz                                | Blockhead • El-P       | 4:28       |            |            |            |            |            |
| 13.        | "Dark Heart News" (featuring Rob Sonic)        | Bavitz • Robert Smith                 | Rob Sonic              | 3:59       |            |            |            |            |            |
| 14.        | "Coffee" (featuring John Darnielle)            | Bavitz • John Darnielle               | Blockhead              | 9:34       |            |            |            |            |            |
| 63:45      |                                                |                                       |                        |            |            |            |            |            |            |